# Dor Daim
Dor Daim, a veces conocido como Dardaim, son los adherentes del movimiento Dor Deah al interior del judaísmo. Este movimiento fue fundado en Yemen durante el siglo XIX por el Rabino Yihhyah Qafahh, y poseía su propia red de sinagogas y escuelas. Entre sus objetivos se cuentan:
1. Combatir la influencia del Zohar y la Cábala, que permearon el pensamiento y la vida religiosa judía yemení, los cuales los Dor Daim consideran irracionales e idolatras;
2. Restaurar (según lo que ellos creen debe ser) un acercamiento racional al judaísmo basado en fuentes auténticas, incluyendo el Talmud, Saadia Gaon y especialmente Maimónides;
3. Guardar la antigua tradición religiosa judía yemení (Baladi), la cual ellos creen está acorde a sus ideales.

Al día de hoy no existe un movimiento oficial Dor Daim, pero el término es usado por individuos y sinagogas relacionados con la comunidad yemení (mayormente en Israel), que buscan cuidar las perspectivas originales del movimiento. También existen algunos grupos, tanto fuera como dentro de la comunidad yemení, teniendo una posición similar, que se autodenominan Talmide ha-Rambam (Discípulos de Maimónides), más que Dor Daim.

## Historia

### Inicio: TradicionesBaladiyShami
Desde la Edad Media, los judíos yemenitas se guiaban tradicionalmente por las enseñanzas religiosas de Maimónides en la mayoría de las tradiciones y juicios legales, y su libro de oraciones (sidur) era sustancialmente idéntico al texto que aparece en sus "leyes de oración". Esto está atestiguado por numerosas obras de autoridades como Nahmánides, el Rabino Obadiah ben Abraham y el Maharitz. La tradición yemenita se desarrolló separada de la tradición de sefardíes y asquenazíes.